# Julija Swyrydenko

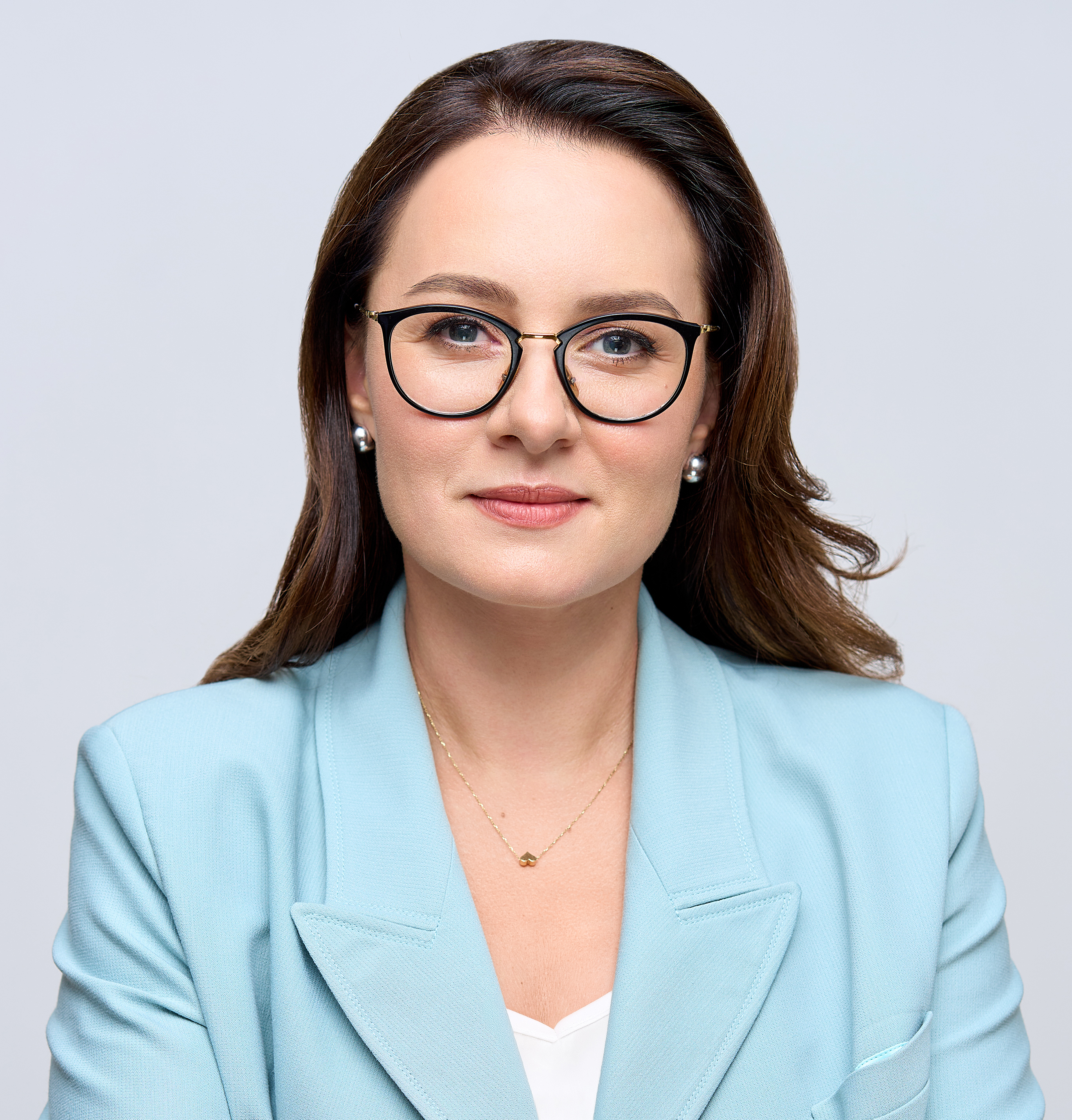
Julija Swyrydenko (2024)

Julija Anatolijiwna Swyrydenko (ukrainisch Юлія Анатоліївна Свириденко; * 25. Dezember 1985 in Tschernihiw, Ukrainische Sozialistische Sowjetrepublik, Sowjetunion) ist eine ukrainische Politikerin. Seit 17. Juli 2025 ist sie Ministerpräsidentin der Ukraine und leitet das Kabinett Swyrydenko.

## Leben
Swyrydenko studierte an der Kiewer Nationalen Universität für Handel und Wirtschaft. 2008 schloss sie ihr Studium mit einem Diplom in Antimonopolmanagement ab.
Nach ihrem Studium war sie zunächst als Beamtin in ihrer Heimatregion Tschernihiw, später auch in der Privatwirtschaft tätig. Sie arbeitete einige Monate in der Regionalverwaltung Tschernihiws; auch war sie ständige Vertreterin der Stadt in der chinesischen Stadt Wuxi, wo sie sich um die Anwerbung internationaler Investitionen bemühte. Letztlich wurde in Tschernihiw von einer ukrainisch-chinesischen Firma eine Produktionsanlage für Polyestergewebe gebaut.
Julija Swyrydenko ist mit Serhiy Derlemenko verheiratet und hat eine Tochter.

## Politik
Im Jahr 2019 wurde Swyrydenko vom damalige Wirtschaftsminister Tymofij Mylowanow als stellvertretende Wirtschaftsministerin in sein Ministerium geholt. Im Mai 2020 ernannte sie der ukrainische Präsident Wolodymyr Selenskyj zur Vertreterin der Ukraine in der Arbeitsgruppe für soziale und wirtschaftliche Fragen der Trilateralen Kontaktgruppe zur Lösung der Situation im Donbas (Ukraine – OSZE – Russland). Am 22. Dezember 2020 ernannte er Swyrydenko als Nachfolgerin von Julija Kowaliw zur stellvertretenden Leiterin des Präsidialamtes.
Am 4. November 2021 ernannte das ukrainische Parlament Swyrydenko zur ersten stellvertretenden Premierministerin und Wirtschaftsministerin der Ukraine. Seit dem russischen Überfall auf die Ukraine kümmerte sie sich unter anderem um internationale Hilfen und Kredite, auch hatte sie großen Einfluss auf die Bewilligung eines Hilfspakets in Höhe von 50 Milliarden Euro für den Zeitraum von vier Jahren ab 2024 durch die EU. Ende 2023 war Swyrydenko Teil einer ukrainischen Delegation in den USA, die über die Verlängerung der Hilfen für die Ukraine verhandelte.
Am 14. Juli 2025 nominierte Selenskij sie für das Amt der Ministerpräsidentin als Nachfolgerin von Denys Schmyhal. Die Werchowna Rada bestätigte am 17. Juli 2025 ihre Nominierung.